# Prosper Hochet
Pour les articles homonymes, voir Hochet (homonymie).
Prosper Hochet est un homme politique français né le 26 avril 1810 à Paris et mort le 19 mai 1883 à Paris.

## Biographie
Secrétaire général du Conseil d’État sous la monarchie de Juillet, il est député du Cher de 1846 à 1848, siégeant au centre droit et soutenant le gouvernement Guizot. 
Il est inhumé au cimetière du Père-Lachaise (22e division).

## Sources
- « Prosper Hochet », dans Adolphe Robert et Gaston Cougny, Dictionnaire des parlementaires français, Edgar Bourloton, 1889-1891 [détail de l’édition]